# Ankomme Freitag, den 13.
Ankomme Freitag, den 13. ist das zweite deutsche Studioalbum des deutschen Liedermachers Reinhard Mey und erschien 1969 bei Intercord.

## Inhalt
Reinhard Mey besingt im gleichnamigen Lied Ankomme Freitag, den 13. die Wirren eines solchen Tages, der sich schließlich als Donnerstag, der 12. entpuppt. Im Text wird auch der Name Alfons Yondraschek erwähnt. Dieser ist ein Pseudonym Meys.
Drei Liebeslieder sind ebenfalls auf dem Album enthalten: Irgendwann, irgendwo (Musik: Louis Rey) und Warten. Das Klagelied eines sentimentalen Programmierers ist ein „modernes“, ironisches Liebeslied.
Über das Ende der Welt macht sich Mey in den Liedern Lied, auf dem Grund eines Bierglases gelesen oder Vor mir auf dem Tisch ein Krug voller Bier und Heute noch Gedanken.
In Diplomatenjagd geht es um turbulente Ereignisse, die Diplomaten bei einer Jagd erleben, und im Lied Manchmal, da fallen mir Bilder ein singt der Liedermacher davon, dass er sich vor dem Reichtum der Wohlhabenden schämt, dann aber das Bild von Leidenden vor Augen hat und sich für seine Scham schämt, da er eigentlich glücklich ist.
Das Lied Ein Tag beschreibt einen ganz normalen, langweiligen Tagesablauf in einem Dorf mit Kirche und Kneipe als Mittelpunkt. Heimkehr thematisiert das Heimkommen eines in die Fremde Gezogenen und im Lied zur Nacht geht es um die trügerische Stille und Ruhe eines Abends.
Reinhard Mey behandelt in seinem zweiten Album wieder ein historisches Thema: Diesmal besingt er in Kaspar das Leben des Findelkindes Kaspar Hauser, jedoch in abgewandelter Form.

## Titelliste
1. Ankomme Freitag, den 13. – 4:51
2. Irgendwann, irgendwo – 2:21
3. Klagelied eines sentimentalen Programmierers – 3:11
4. Warten – 3:05
5. Lied, auf dem Grund eines Bierglases gelesen oder Vor mir auf dem Tisch ein Krug voller Bier – 4:13
6. Manchmal, da fallen mir Bilder ein 4:30
7. Diplomatenjagd – 3:01
8. Heute noch – 3:15
9. Kaspar – 4:27
10. Ein Tag – 4:27
11. Heimkehr – 3:00
12. Lied zur Nacht – 3:02

## Auszeichnungen
Das Album erhielt Gold.